# М-251ТК
М-251ТК (ВД-3ТК) — четырёхрядный шестиблочный 24-цилиндровый двигатель типа «звезда»; двигатель водяного охлаждения с комбинированным наддувом от центробежного нагнетателя и двух турбокомпрессоров ТК-19. Развитие двигателя М-250. Разработчик — ОКБ-36 (Рыбинск) В. А. Добрынина.
Чертежи М-251ТК передали в производство в октябре — декабре 1946 г. Стендовые заводские испытания начали с 27 августа 1947 г. В июле — октябре 1948 г. прошли государственные испытания.
В январе 1949 г. принято решение об изготовлении на заводе № 36 серии из 20 моторов, названных ВД-3ТК. Всего собрали 34 мотора этого типа.